# ロンカドー (潜水艦)
ロンカドー (USS Roncador, SS/AGSS/IXSS-301) は、アメリカ海軍の潜水艦。バラオ級潜水艦の一隻。艦名はスペイン語で「いびきをかく者」という意味合いで、発音器官を持つニベ科の一部を指す。

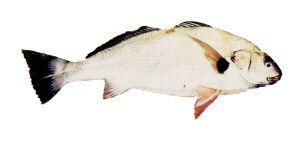
スポットフィン・クローカー（学名Roncador stearnsii）

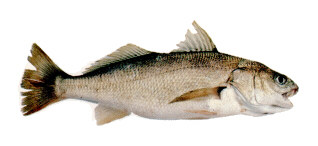
ホワイト・クローカー（メキシコ名Roncador blanco）

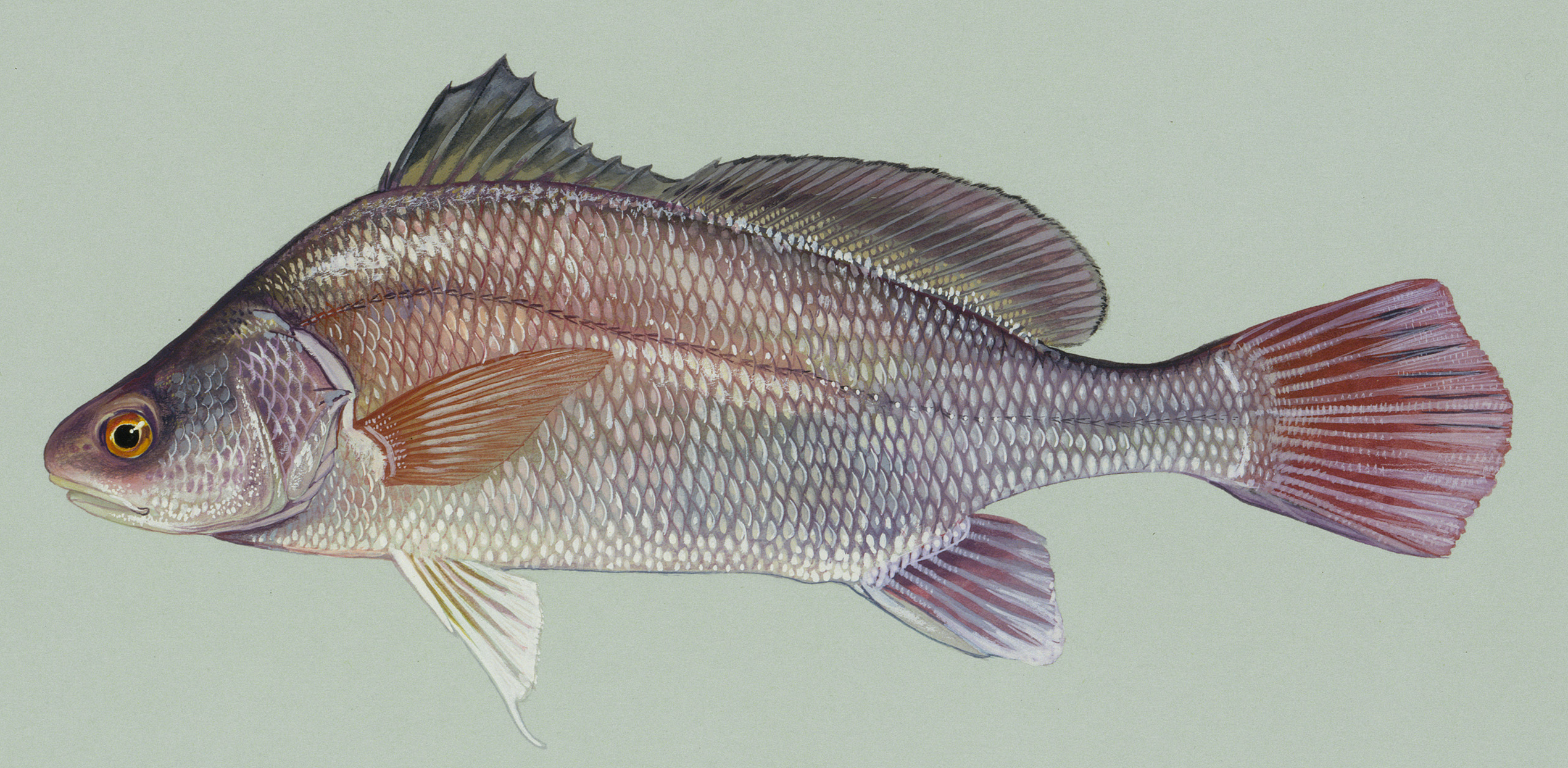
フレッシュウォーター・ドラム（メキシコ名Roncador de agua dulce）

## 艦歴
ロンカドーは1943年4月21日にペンシルベニア州フィラデルフィアのクランプ造船所で起工した。1944年5月14日にトーマス・B・クラクリング夫人によって命名、進水し1945年3月27日に艦長アール・R・クローフォード中佐の指揮下就役する。

就役後ロンカドーは5月末まで整調訓練を行い、5月26日にフロリダ州ポート・エバーグレーズに到着した。同地を拠点として2ヶ月間におよぶ対潜水艦戦技術開発支援に従事した。7月29日にパナマに向けて出航し、8月3日から戦争が終わるまでパナマ運河地帯で発展演習訓練を行った。8月後半にグアンタナモ湾に移動し、9月半ばに太平洋に向かった。10月3日に真珠湾に到着し、同年いっぱいをハワイ海域で過ごす。1946年1月3日にサンフランシスコに向かい、不活性化の準備に入る。

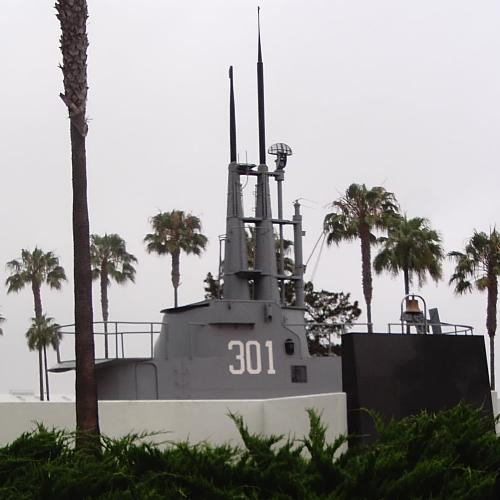
保存展示されるロンガトーの艦橋

ロンカドーは1946年6月1日に退役し、その後1950年代を通じて予備役艦隊で保管された。1960年2月にロンカドーはモスボール状態から予備役状態となり、海軍第11管区で訓練任務に就く。1962年12月1日に AGSS-301 （実験潜水艦）に艦種変更され、カリフォルニア州サンペドロで訓練任務を継続した。1971年12月1日に除籍され、IXSS-301 （雑役潜水艦）に艦種変更された。のちにスクラップとして売却されたが、ロンカドーの司令塔部分はワシントンD.C.の海軍博物館に展示されている。